# Teuvoahtiana
Teuvoahtiana is een geslacht van korstmossen behorend tot de familie Teloschistaceae. 

## Geslachten
Volgens Index Fungorum telt het geslacht drie soorten (peildatum oktober 2021):
| Soortnaam                  | Auteur(s)                   | Publicatiejaar |
| -------------------------- | --------------------------- | -------------- |
| Teuvoahtiana altoandina    | (Malme) S.Y. Kondr. & Hur   | 2017           |
| Teuvoahtiana fernandeziana | (Zahlbr.) S.Y. Kondr. & Hur | 2017           |
| Teuvoahtiana rugulosa      | (Nyl.) S.Y. Kondr. & Hur    | 2017           |